# Macedonia, Illinois
Macedonia là một làng thuộc quận Hamilton, tiểu bang Illinois, Hoa Kỳ. Năm 2010, dân số của làng này là 63 người.

## Dân số
Dân số qua các năm:
- Năm 2000: 51 người.
- Năm 2010: 63 người.